# Episodi di Dixon of Dock Green (ventiduesima stagione)
La ventiduesima stagione della serie televisiva Dixon of Dock Green è andata in onda negli Stati Uniti dal 13 marzo 1976 al 1º maggio 1976 su BBC One.
| nº | Titolo originale     | Prima TV USA   |
| -- | -------------------- | -------------- |
| 1  | Domino               | 13 marzo 1976  |
| 2  | The Job              | 20 marzo 1976  |
| 3  | Vagrant              | 27 marzo 1976  |
| 4  | Everybody's Business | 3 aprile 1976  |
| 5  | Alice                | 10 aprile 1976 |
| 6  | Jackpot              | 17 aprile 1976 |
| 7  | Legacy               | 24 aprile 1976 |
| 8  | The Reunion          | 1º maggio 1976 |

## Domino
- Prima televisiva: 13 marzo 1976
- Diretto da: Vere Lorrimer
- Scritto da: Derek Ingrey

### Trama
- Guest star: Simon Lack (Sturmer), Alan Lake (Ron Mason), Sally Faulkner (Annabelle Sturmer), Ben Howard (detective Con. Len Clayton)

## The Job
- Prima televisiva: 20 marzo 1976
- Scritto da: Derek Ingrey

### Trama
- Guest star: Ben Howard (detective Con. Len Clayton), Stephen Greif (detective Chief Insp. Basset), Andrew Tourell (dottore)

## Vagrant
- Prima televisiva: 27 marzo 1976
- Diretto da: Vere Lorrimer
- Scritto da: Derek Ingrey

### Trama
- Guest star: Paddy Joyce (Percy), Tim Barlow (Boscombe), John Carson (Joe Conway/Francis Spurling), Ben Howard (detective Con. Len Clayton)

## Everybody's Business
- Prima televisiva: 3 aprile 1976
- Diretto da: Vere Lorrimer

### Trama
- Guest star: Ben Howard (detective Con. Len Clayton), Roger Lloyd Pack (Ron Fielding), Sylvia Coleridge (Mrs. Collins), Cheryl Hall (Rita Batty)

## Alice
- Prima televisiva: 10 aprile 1976

### Trama
- Guest star: Tania Rogers (Samantha Jones), Royston Tickner (Bruce), Renu Setna (Mohinder Singh), Ben Howard (detective Con. Len Clayton), Angela Pleasence (Alice Benfield)

## Jackpot
- Prima televisiva: 17 aprile 1976
- Scritto da: Derek Ingrey

### Trama
- Guest star: Paul Darrow (Tony Kingsley), Ben Howard (detective Con. Len Clayton), Kenneth Cope (Harold Tovey), Eric Mason (Porter)

## Legacy
- Prima televisiva: 24 aprile 1976
- Scritto da: Derek Ingrey

### Trama
- Guest star: William Wilde (Lillee), Tom Adams (Jack Montelbetti), John Savident (Van Heerden), Ben Howard (detective Con. Len Clayton)

## The Reunion
- Prima televisiva: 1º maggio 1976
- Diretto da: Vere Lorrimer

### Trama
- Guest star: Ben Howard (detective Con. Len Clayton), Alan Tilvern (Morrie Finn), Jo Rowbottom (Joyce))